# Grassau (Altmark)
Grassau  is een plaats en voormalige gemeente in de Duitse deelstaat Saksen-Anhalt, en maakt deel uit van de gemeente Bismark (Altmark) in de Landkreis Stendal.
Grassau vormt samen met de 1 à 2 km ten zuiden ervan gelegen plaatsjes Bülitz en Grünenwulsch een Ortschaft van de gemeente Bismark. De drie plattelandsdorpjes hadden begin 2022 respectievelijk 129, 24 en 62 inwoners. 
Grassau ligt 4 km ten noorden van het wat grotere dorp Kläden, dat een stationnetje heeft aan de spoorlijn Stendal - Uelzen. In de Ortschaft staan drie oude kerkjes, zie afbeeldingen. Die van Bülitz en Grassau dateren uit de 12e eeuw, het kerkje van Grünenwulsch werd gebouwd in de tweede helft van de 13e eeuw.

## Afbeeldingen

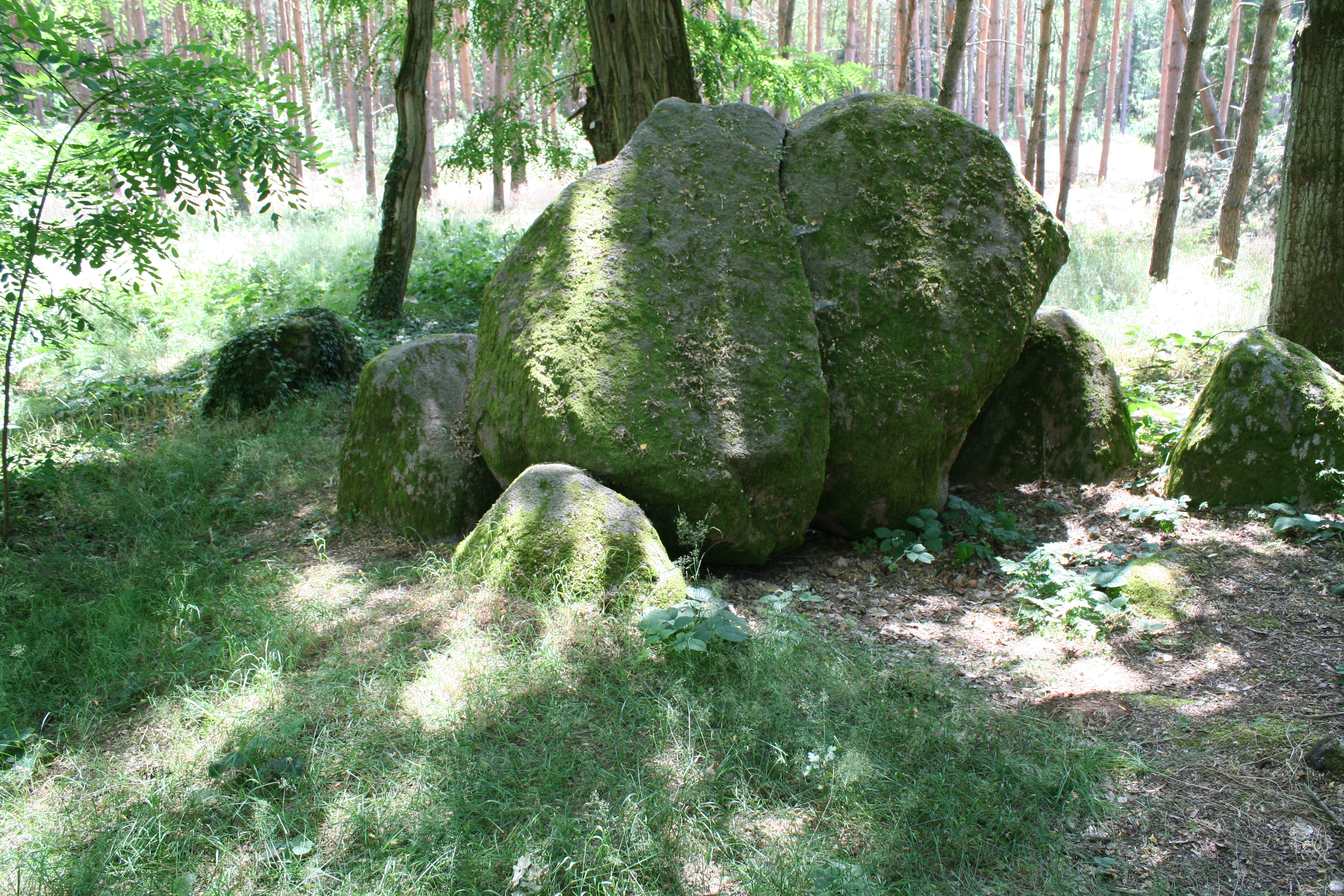
Hunebed, Trechterbekercultuur, tussen Hohenwulsch en Bülitz
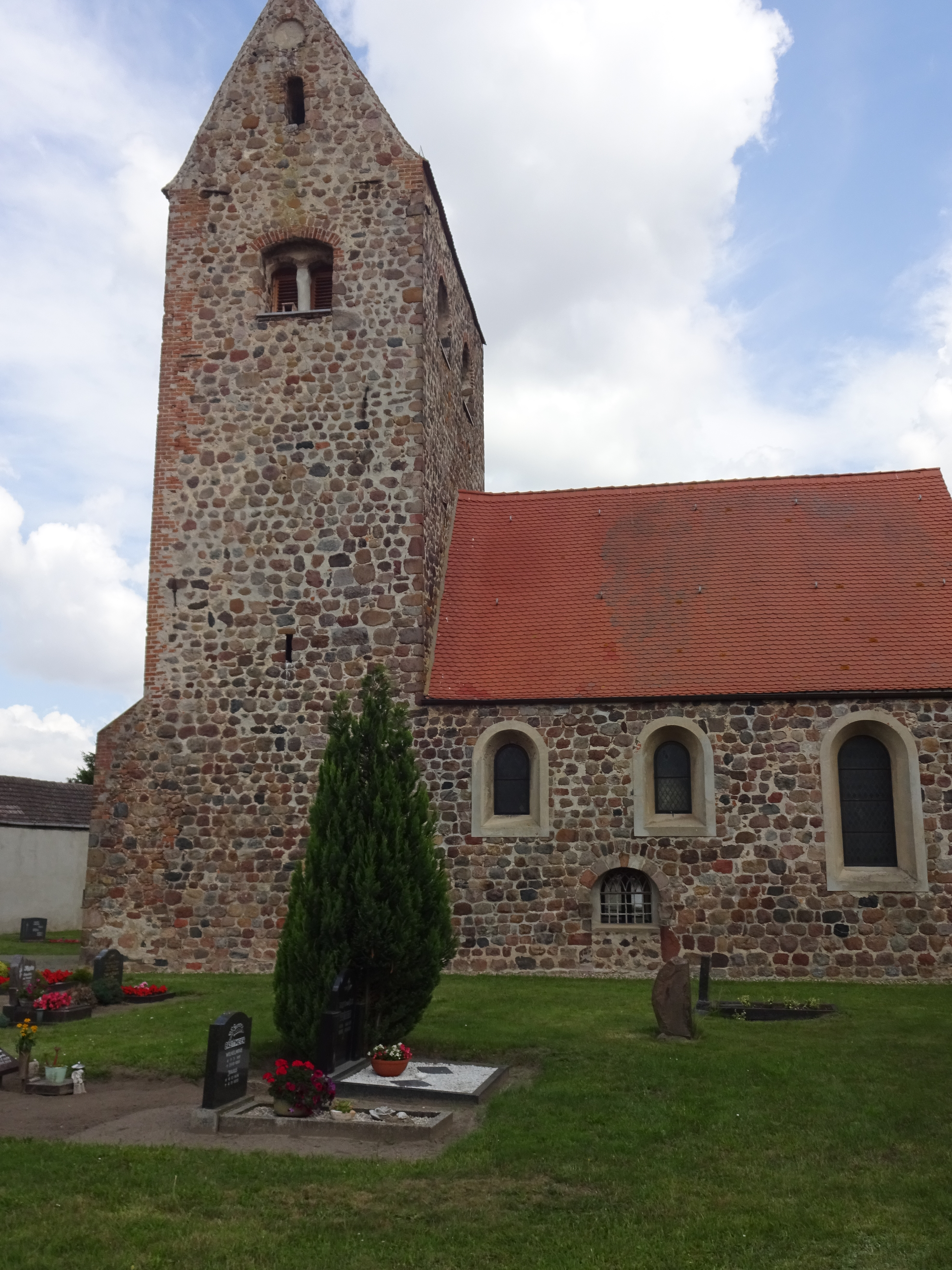
Dorpskerk te Grassau
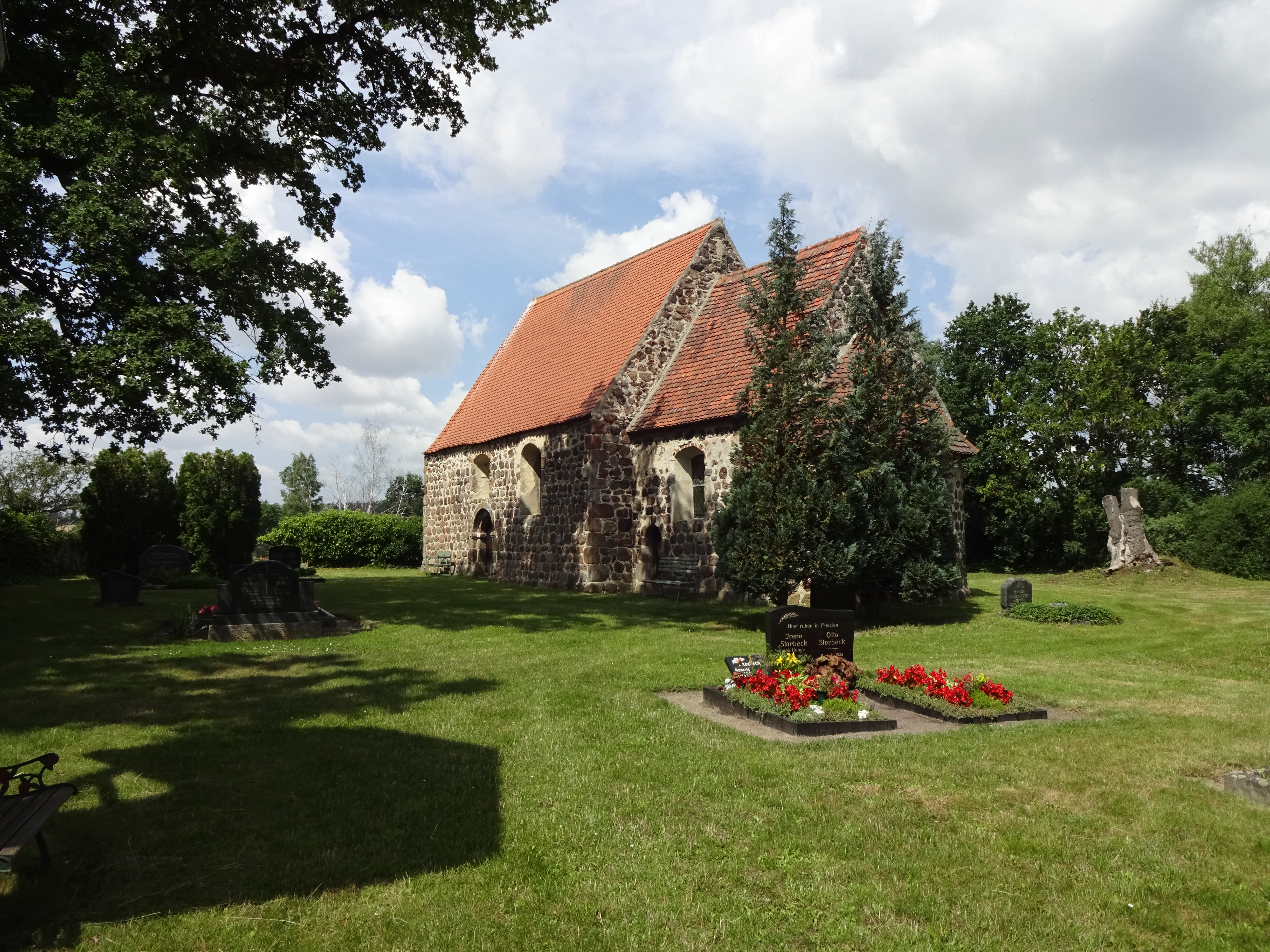
Dorpskerk te Bülitz
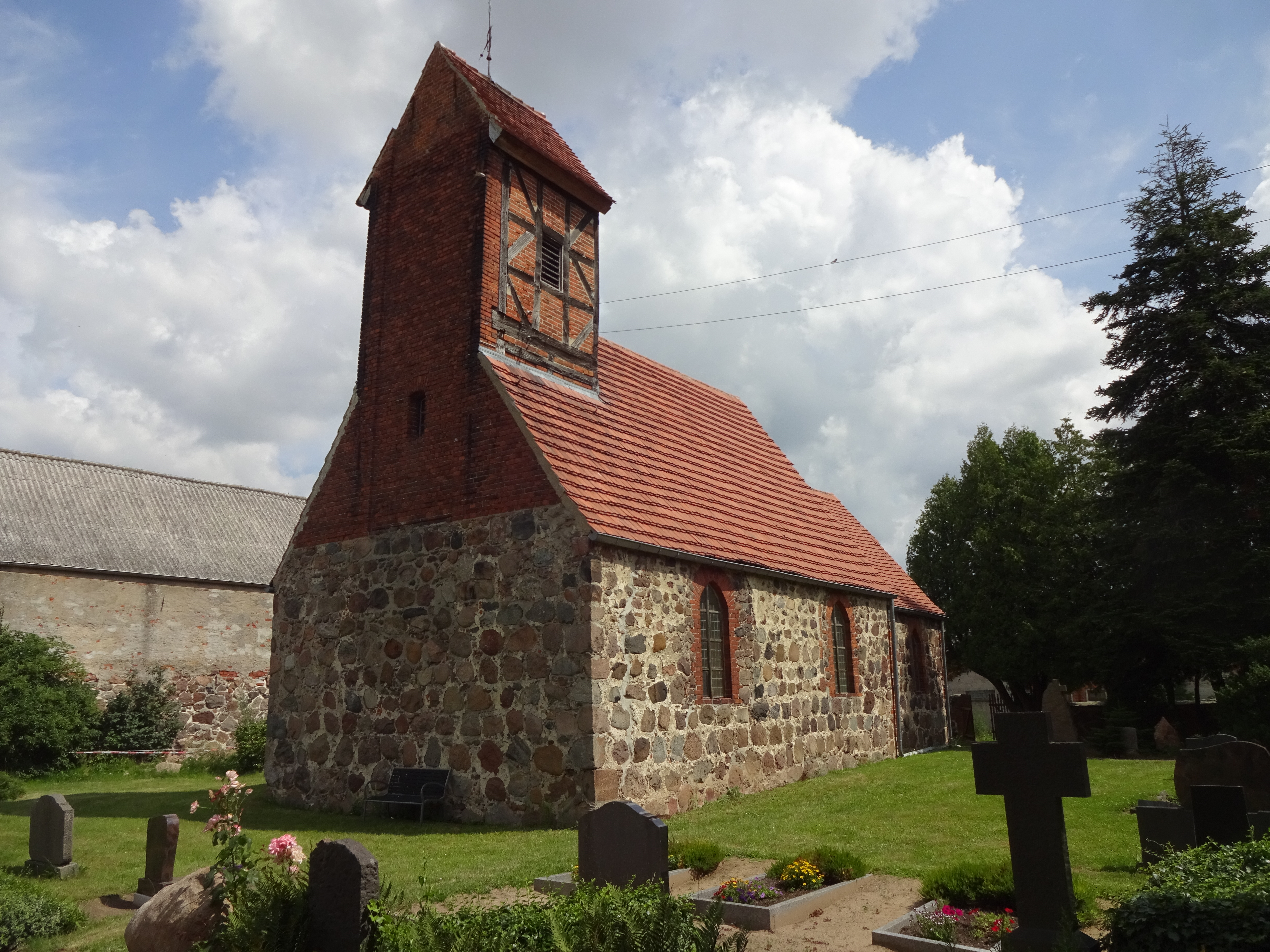
Dorpskerk te Grünenwulsch